# Azzurra Promosport Brindisi 1993-1994
La Azzurra Promosport Brindisi 1993-1994, sponsorizzata Mercatone Uno, prende parte al campionato italiano dilettanti di B di Eccellenza, girone unico a 16 squadre. Chiude la stagione regolare al decimo posto con 15V e 15P, 2349 punti segnati e 2409 subiti.

## Storia
Della squadra che ha conquistato la promozione nella stagione precedente non fanno più parte: Gugliemo Dordei, Luigi Santini e Giovanni Simeone per fine prestito.
Roberto Cordella lascia l'attività agonistica per fare il DS della società. Viene preso in prestito dalla Stella Azzurra Roma il pivot Gennaro Palmieri, dal Basket Piombino l'ala pivot Antonio Guzzone, dalla Virtus Mesagne il play Paolo Della Corte e 
dopo un anno di pausa agonistica a causa del servizio militare, ritorna in attività l'ala pivot Enrico Di Pol. Miglior marcatore della stagione è Giuseppe Frascolla con 556 punti in 30 partite, seguito da Domenico Castellitto con 532 punti in 30 p. e Giovanni Parisi con 294 punti in 29 p.

## Roster
| Azzurra Promosport Brindisi 1993-1994 | Azzurra Promosport Brindisi 1993-1994 |
| Giocatori                             | Staff tecnico                         |
| ------------------------------------- | ------------------------------------- |

| N. | Naz.              | Ruolo | Nome                 | Anno | Alt.   | Peso |  |
| -- | ----------------- | ----- | -------------------- | ---- | ------ | ---- |  |
| 4  | Italia (bandiera) | G     | Angelo Milone        | 1974 | 190 cm |      |  |
| 5  | Italia (bandiera) | C     | Antonio Guzzone      | 1965 | 203 cm |      |  |
| 6  | Italia (bandiera) | P     | Giangiovanni Parisi  | 1973 | 182 cm |      |  |
| 7  | Italia (bandiera) | G     | Giuseppe Frascolla   | 1962 | 192 cm |      |  |
| 8  | Italia (bandiera) | A     | Domenico Castellitto | 1967 | 198 cm |      |  |
| 9  | Italia (bandiera) | G     | Luigi Minghetti ()   | 1969 | 192 cm |      |  |
| 10 | Italia (bandiera) | P     | Paolo Della Corte    | 1970 | 187 cm |      |  |
| 11 | Italia (bandiera) | C     | Gennaro Palmieri     | 1968 | 208 cm |      |  |
| 12 | Italia (bandiera) | C     | Gianvito Tinella     | 1975 | 202 cm |      |  |
| 13 | Italia (bandiera) | AC    | Enrico Di Pol        | 1968 | 200 cm |      |  |
| 14 | Italia (bandiera) | A     | Andrea Loriga        | 1973 | 201 cm |      |  |
| 15 | Italia (bandiera) | AC    | Giancarlo Zizza      | 1974 | 200 cm |      |  |
| 18 | Italia (bandiera) | P     | Emiliano Poddi       | 1975 | 183 cm |      |  |

| Allenatore                            |
| - Nicola Primaverili                  |
| Assistente/i                          |
| - Piero Labate Legenda - (C) Capitano |

## Risultati
| Arbitri: | Villemari (Roma) Tola (Viterbo) |

|                                          |       |                                        |
| Frascolla 21, Guzzone 18, Castellitto 15 | Punti | Meneghin 23, Lottici 14, Silvetrucci 9 |

| Arbitri: | Filippini (Bologna) Di Girolamo (Pescara) |

|                                   |       |                                         |
| Cassì 22, Zucchi 18, Angiolini 18 | Punti | Castellitto 18, Frascolla 16, Parisi 15 |

| Arbitri: | Garsia (Piacenza) Giunti (Susa) |

|                                         |       |                                |
| Castellitto 34, Frascolla 8, Palmieri 8 | Punti | Longo 24, Carlesi 12, Corvo 10 |

| Arbitri: | Dalla (Casalecchio) Turri (Milano) |

|                                  |       |                                            |
| Corvo 25, Vitellozzi 24, Tosi 12 | Punti | Minghetti 16, Frascolla 16, Castellitto 14 |

| Arbitri: | Duse (Monselice) Barbieri (Venezia) |

|                                          |       |                                         |
| Frascolla 37, Castellitto 18, Guzzone 17 | Punti | Cempini 29, Ottaviani 26, Serravalli 21 |

| Arbitri: | Longo (Monfalcone) Corti (Sesto San Giovanni) |

|                                    |       |                                          |
| Tavernelli 19, Mossali 18, Lardo 9 | Punti | Frascolla 21, Castellitto 16, Guzzone 12 |

| Arbitri: | Frabetti (Napoli) Tinarelli (Pescara) |

|                                    |       |                                         |
| Compagnoni 22, Angeli 22, Zonca 12 | Punti | Frascolla 29, Castellitto 23, Parisi 21 |

| Arbitri: | Longo (Monfalcone) Basso (Treviso) |

|                                       |       |                                  |
| Frascolla 28, Guzzone 18, Palmieri 17 | Punti | Scarnati 32, Liguori 13, Buono 8 |

| Arbitri: | Tola (Viterbo) Monizza (Catanzaro) |

|                                   |       |                                         |
| Donati 15, Mancini 12, Ponzoni 12 | Punti | Frascolla 26, Castellitto 21, Parisi 16 |

| Arbitri: | Gori (Camignano) Anesin (Venezia) |

|                                          |       |                                          |
| Castellitto 23, Frascolla 18, Guzzone 10 | Punti | Lorenzon 18, Pitzianti 15, Centofanti 10 |

| Arbitri: | Corti (Milano) Sola (Livorno) |

|                                   |       |                                        |
| Greco 21, Piccoli 17, Cappella 11 | Punti | Castellitto 18, Guzzone 11, Palmieri 8 |

| Arbitri: | Di Girolamo (Pescara) Brunelli (Roma) |

|                                         |       |                                    |
| Castellitto 30, Frascolla 21, Parisi 12 | Punti | Graberi 31, Giarletti 31, Mulas 16 |

| Arbitri: | Di Modica (Vittoria) Tinarelli (Pescara) |

|                                         |       |                                    |
| Parisi 20, Frascolla 16, Castellitto 15 | Punti | Gavagnin 17, Manzin 15, Zorzolo 12 |

| Arbitri: | Furlotti (Roma) Munesin (Spinea) |

|                                      |       |                                        |
| Foschin 25, Passarelli 18, Milesi 10 | Punti | Frascolla 20, Castellitto 18, Loriga 9 |

| Arbitri: | Bullo (Treviso) Anesin (Venezia) |

|                                              |       |                                |
| Castellitto 20, Frascolla 11, Della Corte 11 | Punti | Tulli 27, Gatti 20, Gnecchi 19 |

| Arbitri: | Barbieri (Venezia) Corti (Sesto San Giovanni) |

|                                  |       |                           |
| Diacci 11, Meneghin 10, Rusin 10 | Punti | Frascolla 15, Palmieri 11 |

| Arbitri: | Monizza (Catanzaro) Tola (Viterbo) |

|                                              |       |                                      |
| Castellitto 33, Frascolla 14, Della Corte 13 | Punti | Cassì 21, Castaldini 20, Sabatini 17 |

| Arbitri: | Furlotti (Roma) Di Modica (Ragusa) |

|                                 |       |                                   |
| Corvo 17, Pedrotti 16, Longo 11 | Punti | Parisi 15, Minghetti 9, Guzzone 8 |

| Arbitri: | Duse (Monselice) Munerin (Spinea) |

|                                           |       |                                 |
| Frascolla 27, Castellitto 19, Palmieri 15 | Punti | Totaro 13, Corvo 13, Farinon 12 |

| Arbitri: | Giunti (Susa) Longo (Monfalcone) |

|                                      |       |                                           |
| Cempini 24, Ottaviani 14, Daviddi 12 | Punti | Frascolla 20, Castellitto 16, Palmieri 13 |

| Arbitri: | Tola (Viterbo) Di Girolamo (Pescara) |

|                                              |       |                                       |
| Frascolla 26, Castellitto 13, Della Corte 13 | Punti | Tavernelli 15, Bramati 14, Mossali 14 |

| Arbitri: | Longo (Monfalcone) Gori (Vicenza) |

|                                          |       |                                |
| Frascolla 27, Guzzone 12, Della Corte 11 | Punti | Angeli 25, Zonca 20, Laezza 15 |

| Arbitri: | Di Modica (Vittoria) Brunelli (Roma) |

|                                         |       |                                           |
| Marino 16, Nicoletti 15, Dell'aquila 14 | Punti | Frascolla 23, Palmieri 21, Della Corte 11 |

| Arbitri: | Filippini (Bologna) Garzia (Piacenza) |

|                                       |       |                         |
| Guzzone 18, Castellitto 13, Parisi 12 | Punti | Mancini 17, Scarlato 12 |

| Arbitri: | Saia (Livorno) Conti (Milano) |

|                                               |       |                                          |
| Bastianelli 20, Piccirillo 15, Persichelli 12 | Punti | Castellitto 34, Frascolla 28, Guzzone 12 |

| Arbitri: | Longo (Monfalcone) Duse (Padova) |

|                                         |       |                                   |
| Frascolla 19, Parisi 15, Castellitto 13 | Punti | Greco 26, Ceccarelli 19, Brotto 8 |

| Arbitri: | Basso (Treviso) Barbieri (Venezia) |

|                                     |       |                                        |
| Greberi 23, Turella 16, Mingotti 16 | Punti | Frascolla 17, Castellitto 13, Loriga 9 |

| Arbitri: | Villemari (Torino) Giunti (Torino) |

|                                  |       |                                        |
| Milani 22, Manzin 15, Zorzolo 13 | Punti | Castellitto 25, Frascolla 23, Di Pol 8 |

| Arbitri: | Tola (Viterbo) Garzia (Piacenza) |

|                                          |       |                                |
| Castellitto 16, Frascolla 15, Guzzone 13 | Punti | Mian 34, Fazzi 28, Foschini 12 |

| Arbitri: | Sola (Livorno) Corti (Milano) |

|                                  |       |                          |
| Buratti 23, Nardone 17, Tulli 17 | Punti | Castellitto 16, Parisi 9 |

## Statistiche

### Statistiche di squadra
| Competizione    | Punti | In casa | In casa | In casa | In casa | In casa | In trasferta | In trasferta | In trasferta | In trasferta | In trasferta | Totale | Totale | Totale | Totale | Totale | Totale |
| Competizione    | Punti | G       | V       | P       | PF      | PS      | G            | V            | P            | PF           | PS           | G      | V      | P      | PF     | PS     | DIF    |
| --------------- | ----- | ------- | ------- | ------- | ------- | ------- | ------------ | ------------ | ------------ | ------------ | ------------ | ------ | ------ | ------ | ------ | ------ | ------ |
| B di Eccellenza | 30    | 15      | 10      | 5       | 1244    | 1182    | 15           | 5            | 10           | 1105         | 1227         | 30     | 15     | 15     | 2349   | 2409   | -60    |

### Statistiche dei giocatori*
| Giocatore      | Generali | Generali | Generali | Generali | Tiri liberi | Tiri liberi | Tiri liberi | Tiri da due | Tiri da due | Tiri da due | Tiri da tre | Tiri da tre | Tiri da tre | Tiri Totale | Tiri Totale | Tiri Totale | Rimbalzi | Rimbalzi | Rimbalzi | Palle | Palle | Stoppate | Val    | Medie | Medie |
| Giocatore      | PG       | PTI      | MIN      | AS       | Rea         | Ten         | %           | Rea         | Ten         | %           | Rea         | Ten         | %           | Rea         | Ten         | %           | Dif      | Off      | Tot      | Per   | Rec   | Dat      | Totale | Pun   | Val   |
| -------------- | -------- | -------- | -------- | -------- | ----------- | ----------- | ----------- | ----------- | ----------- | ----------- | ----------- | ----------- | ----------- | ----------- | ----------- | ----------- | -------- | -------- | -------- | ----- | ----- | -------- | ------ | ----- | ----- |
| G.Frascolla    | 30       | 556      | 960      | 8        | 154         | 181         | 85,1        | 96          | 221         | 43,4        | 70          | 178         | 39,3        | 166         | 399         | 41,6        | 85       | 28       | 113      | 53    | 40    | 2        | 406    | 18,5  | 12,5  |
| D. Castellitto | 30       | 532      | 1012     | 10       | 133         | 180         | 73,9        | 99          | 201         | 49,3        | 67          | 179         | 37,4        | 166         | 380         | 43,7        | 90       | 19       | 109      | 73    | 49    | 4        | 370    | 17,7  | 12,3  |
| G. Parisi      | 29       | 294      | 749      | 17       | 80          | 101         | 79,2        | 53          | 118         | 44,9        | 36          | 89          | 40,4        | 89          | 207         | 43,0        | 41       | 9        | 50       | 69    | 64    | 0        | 217    | 10,1  | 7,5   |
| A. Guzzone     | 30       | 269      | 881      | 6        | 55          | 66          | 83,3        | 107         | 205         | 52,2        | 0           | 1           | 0           | 107         | 206         | 51,9        | 120      | 65       | 185      | 47    | 29    | 7        | 339    | 9,0   | 11,3  |
| G. Palmieri    | 29       | 192      | 702      | 2        | 40          | 57          | 70,2        | 76          | 153         | 49,7        | 0           | 1           | 0           | 76          | 154         | 49,4        | 108      | 59       | 167      | 43    | 41    | 20       | 284    | 6,6   | 9,8   |
| P. Della Corte | 22       | 139      | 340      | 5        | 42          | 52          | 80,8        | 23          | 64          | 36,0        | 17          | 36          | 47,2        | 40          | 100         | 40,0        | 24       | 7        | 31       | 29    | 20    | 2        | 98     | 6,3   | 4,5   |
| L. Minghetti   | 30       | 126      | 442      | 3        | 28          | 41          | 68,3        | 43          | 100         | 43,0        | 4           | 23          | 17,4        | 47          | 123         | 38,2        | 35       | 9        | 44       | 23    | 15    | 3        | 79     | 4,3   | 2,6   |
| A. Loriga      | 27       | 107      | 392      | 0        | 39          | 63          | 61,9        | 34          | 76          | 44,7        | 0           | 1           | 0           | 34          | 77          | 44,2        | 71       | 31       | 102      | 31    | 18    | 1        | 130    | 4,0   | 4,8   |
| G. Zizza       | 23       | 53       | 164      | 2        | 12          | 17          | 70,6        | 19          | 30          | 63,3        | 1           | 5           | 20,0        | 20          | 35          | 57,1        | 19       | 14       | 33       | 8     | 8     | 0        | 68     | 2,3   | 3,0   |
| E. Di Pol      | 26       | 51       | 271      | 1        | 15          | 30          | 50,0        | 18          | 34          | 52,9        | 0           | 2           | 0,0         | 18          | 36          | 50,0        | 39       | 21       | 60       | 14    | 9     | 2        | 76     | 2,0   | 2,9   |
| A. Milone      | 16       | 15       | 72       | 1        | 7           | 11          | 63,6        | 4           | 6           | 66,7        | 0           | 2           | 0           | 4           | 8           | 50,0        | 5        | 1        | 6        | 4     | 1     | 1        | 12     | 0,9   | 0,7   |
| E. Poddi       | 1        | 4        | 11       | 0        | 0           | 0           | 0           | 2           | 3           | 66,7        | 0           | 0           | 0           | 2           | 3           | 66,7        | 0        | 0        | 0        | 3     | 0     | 0        | 0      | 4     | 0     |
| G. Tinella     | 5        | 0        | 4        | 0        | 0           | 0           | 0           | 0           | 0           | 0           | 0           | 0           | 0           | 0           | 0           | 0           | 0        | 0        | 0        | 0     | 0     | 0        | 20     | 0     | 0     |
| TOTALE SQUADRA | 30       | 2338     | 6000     | 55       | 605         | 799         | 75,7        | 574         | 1211        | 47,4        | 195         | 517         | 37,7        | 769         | 1728        | 44,5        | 637      | 263      | 900      | 397   | 294   | 42       | 2079   | 77,9  | 69,3  |

- nelle statistiche non è compreso il supplementare giocato alla 17ª giornata

## Fonti
- La Bibbia del Basket 1994
- La Gazzetta del Mezzogiorno, Il Quotidiano di Puglia edizioni 1993-94
- Guida ai campionati di basket LNP 1994